# O Príncipe da Cidade
O Príncipe da Cidade (Prince of the City, no original em inglês) é um filme norte-americano de 1981, do gênero policial, dirigido por Sidney Lumet e estrelado por Treat Williams e Jerry Orbach.

## Sinopse
O detetive Daniel Ciello, com a promessa de nunca ter de delatar um colega, aceita ajudar o Departamento de Justiça dos Estados Unidos a erradicar a corrupção no Departamento de Polícia de Nova York. Quase de imediato, ele descobre uma conspiração para contrabandear drogas para informantes, a fim de assegurar a cooperação deles. Além de condenável, esse ato resulta em os narcóticos serem usados por vários policiais, que, aliás, são altamente suscetíveis a propinas. O detetive consegue denunciar os corruptos, mas torna-se um pária por ter quebrado o "código" da corporação.

## Principais premiações
| Patrocinador                                            | Prêmio       | Categoria                                                                                   | Situação  |
| ------------------------------------------------------- | ------------ | ------------------------------------------------------------------------------------------- | --------- |
| Academia de Artes e Ciências Cinematográficas           | Oscar        | Melhor Roteiro Adaptado                                                                     | Indicado  |
| Associação de Correspondentes Estrangeiros de Hollywood | Golden Globe | Melhor Filme - Drama Melhor Ator - Filme Dramático (Treat Williams) Melhor Direção - Cinema | Indicado  |
| Mystery Writers of America                              | Edgar        | Melhor Filme                                                                                | Indicado  |
| National Board of Review                                | NBR          | Dez Melhores Filmes de 1981                                                                 | Escolhido |
| Sindicato dos Roteiristas Norte-Americanos              | WGA          | Melhor Roteiro - Drama                                                                      | Indicado  |
| Festival de Veneza                                      | Leão de Ouro | Melhor Filme                                                                                | Indicado  |

## Elenco
| Ator/Atriz       | Personagem             |
| ---------------- | ---------------------- |
| Treat Williams   | Detetive Daniel Ciello |
| Jerry Orbach     | Detetive Gus Levy      |
| Richard Foronjy  | Detetive Joe Marinaro  |
| Don Billett      | Detetive Bill Mayo     |
| Kenny Marino     | Dom Bando              |
| Carmine Caridi   | Detetive Gino Mascone  |
| Tony Page        | Detetive Raf Alvarez   |
| Norman Parker    | Rick Cappalino         |
| Paul Roebling    | Brooks Paige           |
| Bob Balaban      | Santimassino           |
| James Tolkan     | George Polito          |
| Steve Inwood     | Mario Vicente          |
| Lindsay Crouse   | Carla Ciello           |
| Matthew Laurance | Ronnie Ciello          |
| Tony Turco       | Socks Ciello           |